# 瓜叶关木通
瓜叶关木通（学名：[Isotrema cucurbitifolium] 错误：{{Lang}}：文本有斜体标记（帮助））又名黄藤、青木香，为马兜铃科关木通属的植物，为台灣特有植物。分布在台湾海拔500米的地区，一般生长在密林中，目前尚未由人工引种栽培。